# Antikrist
Antikrist je izraz za protivnika Isusa Krista koji je oličenje zla i inkarnacija sotone koji kategorički odbija istinu. Antikrist može biti osoba, organizacija, pokret, vlada itd. Izraz antikrist se po prvi put spominje u Novom zavjetu u Evanđelju po Ivanu apostolu. Tijekom Srednjeg vijeka ovaj pojam se koristio za protivnike Katoličke crkve, i kasnije se ovaj pojam rasprostranio u svim kršćanskim zajednicama kao pojam za protivnike kršćanskih crkava kao i pridjev za nehumane vladare i državnike.
U kršćanskoj tradiciji utemeljenoj na tekstovima Novog Zavjeta (2 Poslanica Solunjanima 2; 1. Ivanova poslanica 2, Otkrivenje 13) vjeruje se da će u u vremenima pred tzv. drugi dolazak Isusov ("Dolazak u slavi") nastupiti vremena velikog otpada, u kojima će se pojaviti jedan osobni Antikrist, ("Čovjek grijeha", "Sin propasti", "Bezakonik"), lažni Mesija čije će djelovanje biti popraćeno silom, čudima i znakovima, te će ga Židovi i većina svega čovječanstva prihvatiti kao Mesiju.

## Nostradamus o antikristu
Po Nostradamusovim predskazanjima postojat će 3 antikrista. Prema nekim tumačenjima, prvi je bio Napoleon Bonaparte, drugi Adolf Hitler, a treći antikrist još nije poznat jer će njegova pojava na svjetskoj sceni označiti početak kraja svijeta.

## Antikrist u popularnoj kulturi
U popularnoj kulturi, (osobni) Antikrist se koristi u mnogim novelama i filmovima (npr. filmovi iz serijala Omen). Antikrist je također pozadina mnogih teorija urota, a nakon pojave Osame bin Ladena i terorističkog napada na New York 11. rujna 2001., priče o Antikristu dobivaju na snazi.

## Stav o Antikristu u protestantskim crkvama
Mnoge protestantske crkve smatraju (svakog) Papu antikristom. To je Ian Paisley, pastor Prezbiterijanske (kalvinističke) crkve i zastupnik u Europarlamentu i javno izjavio 1988. god. tijekom papina govora u Europskom parlamentu; prekinuvši Papin govor riječima: "Antikriste; Odbacujemo tebe i tvoja lažna učenja", posebno se okomio na tvrdnju da je papa navodno nepogrešiv od 1870. god., te da je Božji namjesnik na zemlji. Napisao je i knjigu u kojoj to obrazlaže. Isto mišljenje o papi imali su Martin Luther, Philipp Melanchthon, Jan Hus, Ulrich Zwingli, Hugh Latimer, Jean Calvin, Nicholas Ridley, John Hooper, John Philpot, John Bradford, Thomas Cranmer, John Knox, Girolamo Savonarola, Lord Cobham, te prva osoba koja je prevela Bibliju na engleski jezik John Wycliffe. Mnoge druge protestantske crkve kao npr. neki adventisti, nezavisni baptisti i slobodni Luterani također dijele to mišljenje. U djelima Matije Vlačića Ilirika protestantskog hrvatskog autora s početaka protestantizma u 16. stoljeću, središnje mjesto ima korištenje kršćanskog narativa o antikristu - za napadanje papinstva, kao jedne ustanove koja da ometa otkupiteljsko djelovanje Isusa Krista.
S druge strane, nijedna od većih tradicionalnih protestantskih crkava, poput evangelika (luterana), skandinavskih službenih luteranskih crkava, pa ni baptisti i metodisti danas ne smatraju Papu antikristom. Dapače, oni surađuju s Papom i njegovim uredima u zajedničkim komisijama, u zajedničkim radu na prijevodu Svetog pisma i određivanju njegova izvornog teksta (npr. Deutsche Bibel Geselschaft, te u ekumenskim molitvama i susretima. Njemački luterani s papinom teološkom komisijom potpisali su 90-tih godina 20. stoljeća zajedničku izjavu prema kojoj, između te dvije Crkve, nema razlike u nauku o opravdanju (makar su upravo razlike o tom pitanju stoljećima citirane kao glavni razlog teoloških neslaganja između luterana i katolika). Takvi odnosi ne bi bili mogući kada bi Papu držali antikristom. Gore spomenuti Ian Paisley - inače vođa najradikalnijeg krila (sjeverno)irskih protestanata u desetljećima nakon II. svjetskog rata - kasnije je vrlo ublažio svoja stajališta o katolicima, te je 2007.-2008. bio premijer pomirbene vlade Sjeverne Irske, uz zamjenika iz redova (irsko)katoličke Sinn Fein, stranke koju se općenito sagledava kao "civilno krilo" Irske Republikanske Armije.